# Francisco Guzmán Carmigniani
Francisco Guzmán Carmigniani (Guayaquil, Ecuador, 24 de mayo de 1946), conocido como Pancho Guzmán, es un extenista profesional ecuatoriano de los años 1960.

## Trayectoria deportiva
Guzmán comenzó a jugar tenis a los siete años en el Guayaquil Tenis Club. A los once años  ganó su primer título nacional y fue finalista del Orange Bowl en 1961 en la categoría sub-15 y en 1963 en la categoría sub-18, en ese mismo año debutó en la Copa Davis con Ecuador, con un empate ante Trinidad y Tobago.
Durante su carrera ganó 3 torneos menores (Corpus Christi en 1967, Eindhoven en 1968 y Jacksonville en 1969) y llegó a diez finales incluyendo el Abierto de Florida en 1964, Indianápolis en 1967 y Miami en 1968 y 1969. El mismo año, fue semifinalista en Cincinnati. 
Su máximo logro en un Grand Slam fue en la modalidad de dobles mixto, cuando alcanzó las semifinales junto a la australiana Helen Gourlay en el Roland Garros de 1966.  
Formó parte de la delegación ecuatoriana a los Juegos Olímpicos de México 1968, y participó en los torneos de demostración y exhibición donde ganó medalla de bronce en dobles con el soviético Teimuraz Kakulia.
Su mejor momento llegó en la Copa Davis de 1967, durante la final de la zona Americana, cuando derrotó a Arthur Ashe (nº 6 del mundo) en individuales por 0-6, 6-4, 6-2, 0-6, 6-3. Con esa victoria de Guzmán sobre Ashe, Ecuador aseguraba la clasificación a la Ronda Final del torneo. 
En el Abierto de Canadá de 1969 llegó hasta los cuartos de final de individuales, donde estuvo a dos puntos de derrotar al máximo favorito John Newcombe en el quinto set, además de llegar a semifinales en dobles, con Dick Crealy. 
En 1974 jugó su última Copa Davis con Ecuador, en la que disputó un total de 14 eliminatorias y terminó su carrera representativa con 13 victorias en 37 partidos.